# Gerard Gramse
Gerard Gramse (Polonia, 18 de agosto de 1944-8 de noviembre de 2012) fue un atleta polaco especializado en la prueba de 4 × 100 m, en la que consiguió ser subcampeón europeo en 1971.

## Carrera deportiva
En el Campeonato Europeo de Atletismo de 1971 ganó la medalla de plata en los relevos 4x100 metros, con un tiempo de 39.7 segundos, llegando a meta tras Checoslovaquia y por delante de Italia (bronce).